# 光明勇士
《光明勇士》是一款由盛大游戏旗下起源工作室独立研发的手机游戏，代言人为歌手杨超越。
是一款采用unity引擎制作的3D魔幻MMORPG手游，游戏为免费模式进行并提供付费道具服务。

## 游戏设定
游戏世界中，所存在的世界是由神明所建立的。在他们的神话里，这个世界原本由虚无和混沌构成，直到神明的来临——生命女神海莲娜、死亡之神萨林凯尔、力量之神格林沃索、智慧女神塞缪尔、秩序女神希兰蒂娜。他们各司其职，共同构建了卢米娅大陆。
卢米娅大陆上一共拥有矮人、狮人、人类、精灵四大种族，其中开放的职业有骑士、法师、神使、审判者。
骑士为攻守兼备的近战职业，使用长枪和盾牌对敌人造成伤害，并在关键时刻帮助队伍度过危机。30级可以转职剑士，使用双剑，为近战物理输出，并支持双职业切换。
法师是擅长魔法的远程职业。操纵火焰、雷霆、冰霜的力量，对敌人造成爆发伤害。
神使是一个散播光与爱的治疗职业。如同天使一般，使用圣光之力为友军祛除伤痛。
审判者是一个充满信仰的近战职业。能将雷霆之力凝聚战锤中，对敌人进行制裁。

## 反响
2018年11月17日公测后，光明勇士被苹果App Store列为当周新游推荐。游戏上线首日即进入iOS免费榜前五，不仅成为App Store热搜关键词，还在24小时内登顶iOS免费榜、总榜前三以及TapTap热门游戏榜第一名。之后更是获得App Store精品推荐。